# Giulio Costanzo
Giulio Costanzo (latino: Iulius Constantius; ... – settembre 337) è stato un politico e nobile romano, membro della famiglia imperiale costantiniana.

## Biografia
Figlio dell'imperatore Costanzo Cloro e della moglie Flavia Massimiana Teodora, figliastra dell'imperatore Massimiano, Giulio era fratellastro di Costantino I; si sposò due volte, ed ebbe Costanzo Gallo e una figlia da Galla e Giuliano da Basilina, oltre ad un altro figlio, più grande di Gallo e Giuliano, morto nel luglio del 337.
Visse per qualche tempo in esilio a Tolosa e Corinto. Poi, nel 330, andò a vivere a Costantinopoli, dove morì Galla.
Nel 335 fu nominato patricius e tenne il consolato con Ceionio Rufio Albino. Nominato nobilissimus da Costantino, insieme ai i nipoti Dalmazio e Annibaliano, figli del fratello Flavio Dalmazio, alla morte dell'imperatore (maggio 337) fu tra gli eredi designati, ma fu ucciso dalle truppe a Costantinopoli nell'estate successiva, assieme a molti altri membri maschi della dinastia; questa strage fu dovuta alla volontà dei soldati che solo i figli di Costantino regnassero sull'Impero, e Costanzo II non fece nulla per fermarla.
Non solo, ad una più attenta lettura di ulteriori fonti appaiono evidenti le responsabilità dirette proprio di Costanzo II nel massacro in cui perì Giulio Costanzo. Secondo queste fonti Costanzo II ricevette dal vescovo ariano di Nicomedia Eusebio un presunto testamento di Costantino I dove l'imperatore sosteneva di essere stato avvelenato dai fratellastri Giulio Costanzo e Flavio Dalmazio chiedendo di essere vendicato. Altre fonti confermano Costanzo II responsabile della strage in cui, tra gli altri, perì Giulio Costanzo e in cui si salvarono solamente i suoi figlioletti Giuliano e Gallo, successivamente affidati proprio a Eusebio.

### Riferimenti primari
- Filostorgio, Storia ecclesiastica
- Giuliano, Lettera agli ateniesi; Lettere;
- Libanio, Orazioni, xviii
- Gregorio Nazianzeno
- Sozomeno, Storia ecclesiastica
- Teodoreto di Cirro, Storia ecclesiastica
- Zonara, Epitome delle storie
- Zosimo, Storia nuova
- Passio Artemii

### Riferimenti secondari
- «Iulius Constantius 6», The Prosopography of the Later Roman Empire, Cambridge University Press, 1992, ISBN 0-521-07233-6, p. 226.